# 比利亞雷阿爾
比利亞雷阿爾（西班牙語：Villarreal，西班牙語發音：[ˌbiʎareˈal]，巴倫西亞語發音：[ˈvila reˈal]）是一個位於西班牙東部的城市，位於瓦倫西亞自治區卡斯特利翁省的首府卡斯特利翁-德拉普拉納南方7公里處，海拔42公尺。居民有49,045人（2007年資料），整個城市的面積有55.4平方公里，大多數居民居住在占整個城市範圍10.72%的市中心區域。以人口數計，它是卡斯特利翁省第二大的城市（僅次於卡斯特利翁-德拉普拉納），瓦倫西亞自治區的第十大城市。

## 經濟
比利亞雷阿爾的主要經濟來源為柑橘農業、陶製瓷磚工業和相關的產業。

## 歷史
比利亞雷阿爾建於1274年，由阿拉貢國王海梅一世所建立（這也是比利亞雷阿爾名稱的由來；Vila-real 意即 國王的城鎮），目的是要強化這個當初被穆斯林征服的區域的軍事武力。他技巧性地將城市建立在距瓦倫西亞北面 65 公里，靠近布里亚纳的羅馬道路奧古斯塔道上，因布里亞納在當時仍由穆斯林所統治。建立初期整個城市被城牆所圍繞，然後14世紀時，在瓦倫西亞國王的保護之下，城市開始往周圍延伸。16世紀時，因為鑽井引進水源，許多原本的旱地變成可耕地，農地的範圍開始擴大，這也使得17世紀時農業經濟開始發達起來。18世紀下半葉的西班牙王位繼承戰爭時期，該市有了最初的工業，主要是紡織業，同一時期，該市也涉及了多起震驚西班牙的的起義事件和戰爭。19世紀時，比利亞雷阿爾引進了柑橘的種植和貿易，該市的經濟藉由商業和農業的合作而有了長足的進步。20世紀下半葉的西班牙內戰過後，由柑橘貿易獲得的收入使得比利亞雷阿爾開始能夠發展起陶製瓷磚工業，這使得該市的產業類型愈加地多元化。至今這些產業然仍不斷地持續發展，也成為了比利亞雷阿爾的經濟命脈。

## 景點
比利亞雷阿爾著名的觀光景點有：
- Plaça Major：比利亞雷阿爾的主要廣場，周圍有很多不同時期建造的柱廊式建築物。
- Museu de la Ciutat Casa de Polo